# Il talismano della felicità
Il talismano della felicità è un manuale di cucina, edito nel 1929 dalla casa editrice Colombo di Roma ma pubblicato almeno fino alla terza edizione dalle Edizioni della rivista Preziosa nel 1925-1933. Comprende una raccolta di ricette pubblicate da Ada Boni fin dal 1915 ed è arrivato nel 1999 alla VII edizione, conservando un prezzo contenuto, in rapporto alla mole del volume, proprio grazie alla sua alta tiratura.
Le successive edizioni sono state sottoposte a un lavoro di aggiornamento, richiesto dall'evoluzione del gusto e dalle nuove tecnologie di preparazione e di conservazione dei cibi ma sempre nel rispetto dell'impianto originario dell'opera.

## Destinatari
Il talismano della felicità è probabilmente uno dei primi manuali di cucina in lingua italiana rivolto esplicitamente alle spose dopo la Cucina triestina pubblicata nel 1927 dalla giornalista Maria Stelvio. Nella prefazione alla I edizione l'autrice scrive, a conclusione di una esaltazione della "donna moderna" che si inserisce nella società con ruoli e competenze precise: 
Si tratta di un manuale venduto specialmente in primavera, il periodo in cui si concentrano i matrimoni. La stagionalità nelle vendite è appunto, secondo la guida del Gambero Rosso, un segnale che il libro rimane un classico regalo di nozze. Il Gambero Rosso inoltre elogia le ricette di "zia Ada" in quanto sempre attuali ed estremamente dettagliate.

## Edizioni
- Ada Boni, Il talismano della felicità, 1ª ed., Colombo, 1925.
- Ada Boni, Il talismano della felicità, 2 (notevolmente ampliata)ª ed., Roma, Edizioni della Rivista Preziosa. opera premiata alla Mostra Internazionale dell'economia domestica (Roma, 1927)
- Ada Boni, Il talismano della felicità, 3 (completamente riveduta ed ampliata)ª ed., Roma, Edizione della Rivista Preziosi SS Apostoli Roma, 1931.
- Ada Boni, Il talismano della felicità, 4 (completamente riveduta ed ampliata)ª ed., Edizioni della Rivista Preziosa, 1934.
- Ada Boni, Il talismano della felicità, Novara, Tip. Ist. Geogr. De Agostini, Domus, 1946.
- Ada Boni, Il talismano della felicità, 19ª ed., Roma, C. Colombo, 1949.
- Ada Boni, Il talismano della felicità, 20ª ed., Roma, Carlo Colombo, 1951.
- Ada Boni, Il talismano della felicità, 23ª ed., Roma, Colombo, 1954.
- Ada Boni, Il talismano della felicità, Editore Colombo, 1972 (cofanetto).
- Ada Boni, Il talismano della felicità, Roma, Colombo, 1973.
- Ada Boni, Il talismano della felicità, Roma, Colombo, 1974.
- Ada Boni, Il talismano della felicità, Casa Editrice Carlo Colombo, 1988 (cofanetto).
- Ada Boni, Il talismano della felicità, Colombo, 1999, ISBN 88-86359-83-7.
- Ada Boni, Il talismano della felicità, Colombo, 2000.
- Ada Boni, Il talismano della felicità, Colombo, 2006.
- Ada Boni, Il talismano della felicità, Colombo, 2007.

### Altre edizioni
- (EN) Ada Boni, The Talisman Italian Cook Book, a cura di Matilde Pei, Crown Publishers, 1950.[6]
- (EN) Ada Boni, Il talismano della felicità, Crown Publishers, 1950 (rist. 1975).[7]